# Олешно (Куявсько-Поморське воєводство)
Олешно (пол. Oleszno) — село в Польщі, у гміні Вельґе Ліпновського повіту Куявсько-Поморського воєводства.
Населення — 391 особа (2011).
У 1975-1998 роках село належало до Влоцлавського воєводства.

## Демографія
Демографічна структура станом на 31 березня 2011 року:
|          | Загалом | Допрацездатний вік | Працездатний вік | Постпрацездатний вік |
| -------- | ------- | ------------------ | ---------------- | -------------------- |
| Чоловіки | 214     | 59                 | 140              | 15                   |
| Жінки    | 177     | 41                 | 97               | 39                   |
| Разом    | 391     | 100                | 237              | 54                   |